# Antonia Tejera Reyes
Antonia Tejera Reyes, popolarmente conosciuta come la Iluminada de Candelaria (Candelaria, 9 febbraio 1908 – Santa Cruz de Tenerife, 15 agosto 1983), è stata una sensitiva spagnola.

## Biografia
Da quando la sua infanzia cominciò a manifestare fenomeni paranormali. Antonia entrata in trance, avrebbe cambiato la sua voce, distorto la sua faccia e fatto previsioni, molte delle quali legate alla Chiesa cattolica. Ha anche assicurato che Gesù, vari santi e altri esseri spirituali si manifestarono in lei.
Migliaia di persone vennero a contemplarlo mentre era in trance e il suo caso fu studiato da prestigiosi ricercatori e medici. Successivamente si sposò e si trasferì a vivere a Santa Cruz de Tenerife, fino alla sua morte il 15 agosto 1983.